# Rivierkreeften
De rivierkreeften vormen een groep van kreeftachtigen, bestaande uit twee superfamilies en drie families. De families zijn nauwer verwant met de zeekreeften dan met andere families als langoesten. Er zijn verschillende soorten rivierkreeften, die allemaal gemeenschappelijk hebben dat ze in zoet water leven, in tegenstelling tot vrijwel alle andere kreeften. De meeste soorten zijn zeer gevoelig voor vervuiling. Enkele bekendere rivierkreeften zijn:
- Europese rivierkreeft (Astacus astacus)
- Gevlekte Amerikaanse rivierkreeft (Orconectes limosus)
- Rode Amerikaanse rivierkreeft (Procambarus clarkii)
- Marmerkreeft (Procambarus spec.)

## Aquarium

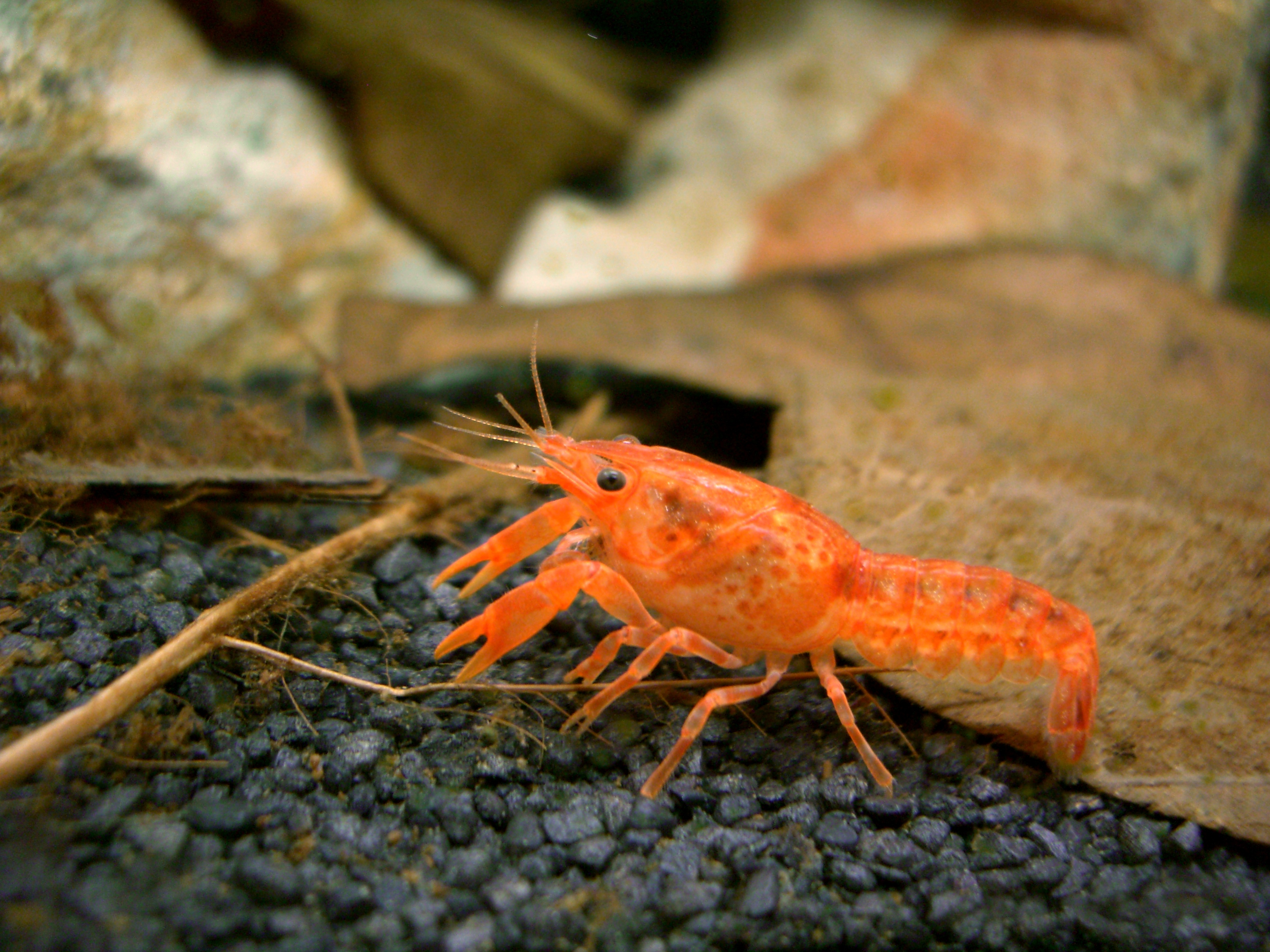
Cambarellus Patzcuarensis of Oranje Dwergkreeft als aquarium bewoner

Rivierkreeftjes kunnen worden gehouden in een aquarium. Ze zijn redelijk territoriaal waardoor ze ook solitair kunnen leven. Door hun exoskelet vervellen ze eens in de zoveel tijd. Daarom is het noodzaak dat er voldoende schuilplekjes zijn waar ze rustig kunnen uitharden. Of de rivierkreeftjes in een gezelschapsaquarium met andere soorten dieren kunnen leven is afhankelijk van de combinatie. Kleinere soorten zoals de oranje dwergkreeft zijn soms prooi van bijvoorbeeld cichliden. Grotere kreeften zijn jagers die vissen kunnen eten of verwonden. Rivierkreeftjes voor aquaria zijn te koop in allerlei soorten.
In Nederland en België komt een soort in het wild voor, de Europese rivierkreeft, deze wordt bedreigd en is beschermd. Een schimmelinfectie zwakt de populaties af en de soort wordt verdrongen door een exoot, de rode Amerikaanse rivierkreeft. Het is sinds 2016 verboden het dier te houden of te verhandelen.

## Consumptie

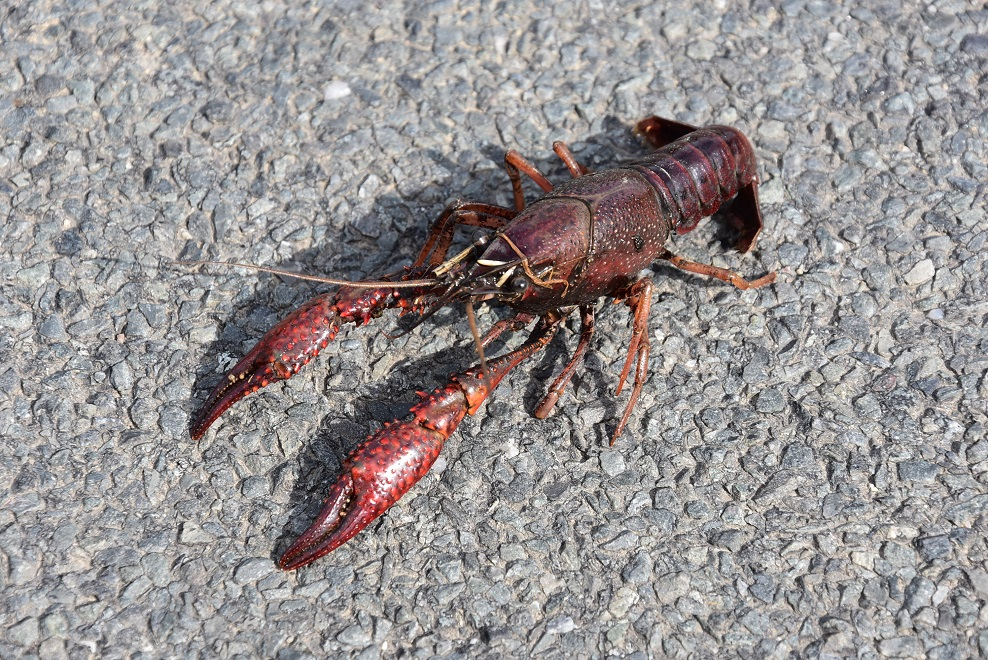
Procambarus clarkii -- invasieve soorten in Frankrijk, net als in veel andere landen

Verschillende soorten rivierkreeften worden ook gebruikt als voedsel. In Zweden en Finland is het een traditie vrienden uit te nodigen voor een kreeftenfeestje, een maaltijd van rivierkreeften. Er worden nieuwe aardappelen met dille bij gegeten.

## Taxonomie
- Superfamilie Astacoidea
  - Familie Astacidae
  - Familie Cambaridae
    - Geslacht Procambarus - b.v. Rode rivierkreeft
    - Geslacht Cambarellus - b.v. Cambarellus Patzcuarensis Orange / Mexicaanse Oranje Dwergkreeft.
- Superfamilie Parastacoidea
  - Familie Parastacidae